# Il sentiero della rapina
Il sentiero della rapina (Ride a Crooked Trail) è un film del 1958 diretto da Jesse Hibbs.
È un film western statunitense con Audie Murphy, Gia Scala e Walter Matthau.

## Trama
Vecchio West. Durante la sua fuga, il rapinatore di banche Joe Maybe vede il marshal Jim Noonan, che è alla sua ricerca, inciampare e cadere da un dirupo. Entra in una città con il cavallo del morto, e viene scambiato per Noonan. Decide di nascondersi lì per un po' sotto le mentite spoglie, ma solleva ben presto i sospetti del giudice Kyle. La sua vera identità viene quasi rivelata quando il battello porta in città Tessa Milott, una vecchia conoscenza di Maybe, che lo chiama con il suo nome di fronte al giudice ma che poi riesce mantenere attiva la sua falsa identità facendosi passare per sua moglie. Ciò crea qualche problema a Maybe perché Tessa è già la donna del bandito Sam Teeler.

## Produzione
Il film, diretto da Jesse Hibbs su una sceneggiatura di Borden Chase con il soggetto di George Bruce, fu prodotto da Howard Pine per la Universal International Pictures e girato nel Janss Conejo Ranch a Thousand Oaks, negli Universal Studios a Universal City e nel Ventura Canyon, in California.

## Distribuzione
Il film fu distribuito con il titolo Ride a Crooked Trail negli Stati Uniti nel settembre del 1958 al cinema dalla Universal Pictures.
Alcune delle uscite internazionali sono state:
- in Germania Ovest il 23 dicembre 1958 (Der weiße Teufel von Arkansas)
- in Svezia il 29 dicembre 1958 (Sheriffen i Little Rock)
- in Austria nel febbraio del 1959 (Der weiße Teufel von Arkansas)
- in Finlandia il 27 marzo 1959 (Lainsuojaton sheriffinä)
- in Francia il 27 marzo 1959 (L'étoile brisée)
- in Grecia (Fantomas ton synoron)
- in Brasile (Na Rota dos Proscritos)
- in Italia (Il sentiero della rapina)

## Promozione
La tagline è: "Alone... he faced the deadly crossfire of a killer mob... and a fear-crazed town!".